# Дигоксин
Дигоксин — кардиотоническое и антиаритмическое лекарственное средство, сердечный гликозид.

## Фармакологическое действие
Сердечный гликозид, блокирует транспортную Na+/K+-АТФ-азу, в результате чего возрастает содержание Na+ в кардиомиоците, что приводит к открытию Ca2+-каналов и вхождению Ca2+ в кардиомиоциты. Избыток Na+ приводит также к ускорению выделения Ca2+ из саркоплазматического ретикулума. Повышение концентрации Ca2+ приводит к ингибированию тропонинового комплекса, оказывающего угнетающее влияние на взаимодействие актина и миозина. Увеличение силы и скорости сокращения миокарда происходит по механизму, отличному от механизма Франка-Старлинга (не зависит от степени предварительного растяжения миокарда).  В результате увеличения сократительной способности миокарда увеличивается ударный объем кровотока и минутный объем кровотока (МОК). Снижает конечный систолический объем и конечный диастолический объем сердца, что приводит к сокращению его размеров и к снижению потребности миокарда в кислороде. Благодаря раздражению рецепторов в сердце (кардиокардиальный рефлекс), усилению систолического выброса и раздражению барорецепторов дуги аорты и сонного клубочка, повышается тонус блуждающего нерва. Это приводит к снижению активности синоатриального узла (отрицательное батмотропное действие) и атриовентрикулярного узла (отрицательное батмо- и дромотропное действие). На фоне отрицательного хронотропного эффекта и положительного инотропного эффекта систола становится более короткой и энергетически экономичной. Препарат затрудняет атриовентрикулярную проводимость, что при мерцательной тахиаритмии способствует замедлению частоты сердечных сокращений, удлиняет диастолу, улучшает внутрисердечную и системную гемодинамику. Дигоксин снижает давление в устье полых вен и правом предсердии благодаря увеличению сократимости миокарда левого желудочка, более полного его опорожнения, снижения давления в легочной артерии. Дигоксин способствует гемодинамической разгрузке правых отделов сердца, что приводит к угнетению рефлекса Бейнбриджа и рефлекторной активации симпатоадреналовой системы (в ответ на увеличение МОК). Оказывает прямое вазоконстрикторное действие, которое наиболее четко проявляется в случае, если не реализуется положительное инотропное действие. В то же время косвенный вазодилатирующий эффект (в ответ на повышение МОК и снижение излишней симпатической стимуляции сосудистого тонуса), как правило, превалирует над прямым вазоконстрикторным действием, в результате чего снижается ОПСС.

## Фармакокинетика
Абсорбция при пероральном приеме вариабельна, зависит от моторики желудочно-кишечного тракта, от лекарственной формы, от сопутствующего приема пищи, от взаимодействия с другими лекарственными средствами. Биодоступность различных лекарственных форм дигоксина (биодоступность, начало, максимум действия соответственно): таблетки — 60-80 %, 0.5-2 ч, 2-6 ч; эликсир — 70-85 %, 0.5-2 ч, 2-6 ч; внутривенные инъекции — 100 %, 5-30 мин, 1-4 ч; капсулы — 90-100 %, 0.5-2 ч, 2-6 ч. При нормальной кислотности желудочного сока разрушается незначительное количество дигоксина, при гиперацидных состояниях может разрушиться большее его количество. Для полной абсорбции требуется достаточная экспозиция в кишечнике: при снижении моторики желудочно-кишечного тракта биодоступность лекарственного средства максимальная, при усиленной перистальтике минимальная. Связь с белками плазмы — 20-25 %. Способность накапливаться в тканях (кумулировать) объясняет отсутствие корреляции в начале лечения между выраженностью фармакодинамического эффекта и концентрацией его в плазме. Метаболизируется в печени. Выведение и T1/2 определяются функцией почек. T1/2 — 30-40 ч. При внутривенном введении 50-70 % дигоксина выводится почками в неизмененном виде. Интенсивность почечного выведения определяется величиной гломерулярной фильтрации. При пероральном приеме интенсивность метаболизма возрастает. При незначительной хронической почечной недостаточности снижение почечного выведения дигоксина компенсируется за счет печеночного метаболизма до неактивных соединений. При печеночной недостаточности компенсация происходит за счет усиления почечного выведения дигоксина. Оптимальная концентрация дигоксина в плазме через 6 ч после введения составляет 1-2 нг/мл, более высокие концентрации — токсические.

## Показания
В составе комплексной терапии хронической сердечной недостаточности II ф.к. (при наличии клинических проявлений), III—IV ф.к.; тахисистолическая форма мерцания и трепетания предсердий пароксизмального и хронического течения (особенно в сочетании с хронической сердечной недостаточностью).

## Противопоказания
Гиперчувствительность, гликозидная интоксикация, синдром WPW, AV блокада II степени, перемежающаяся полная блокада, стенозирующие пороки сердца.

### C осторожностью
AV блокада I ст., СССУ без водителя ритма, вероятность нестабильного проведения по AV узлу, приступы Морганьи-Адамса-Стокса в анамнезе, ГОКМП, изолированный митральный стеноз с редкой частотой сердечных сокращений, сердечная астма при митральном стенозе (при отсутствии тахисистолической формы мерцательной аритмии), острый инфаркт миокарда, нестабильная стенокардия, артериовенозный шунт, гипоксия, сердечная недостаточность с нарушением диастолической функции (рестриктивная кардиомиопатия, амилоидоз сердца, констриктивный перикардит, тампонада сердца), экстрасистолия, выраженная дилатация полостей сердца, «легочное» сердце, электролитные нарушения (гипокалиемия, гипомагниемия, гиперкальциемия, гипернатриемия), гипотиреоз, алкалоз, миокардит, пожилой возраст, почечная/печеночная недостаточность, ожирение.

## Режим дозирования
Внутрь, внутривенно (капельно, струйно). В процессе лечения выделяют 2 периода: период начальной дигитализации (насыщения) и период поддерживающей терапии. В период начальной дигитализации происходит постепенное насыщение организма сердечным гликозидом до достижения оптимального терапевтического эффекта. Индивидуальной насыщающей дозой (ИНД) называется суммарная доза (с учетом биодоступности и суточной элиминации), приводящая к адекватному уровню дигитализации конкретного больного. Появление признаков насыщения гликозидами (прежде всего клинических) означает, что больной получил ИНД. Терапевтический эффект гликозидов сохраняется, если в организме находится не менее 80 % от ИНД. Превышение её на 50 % обычно обусловливает развитие интоксикации. Усредненное значение ИНД больных без сопутствующей патологии органов, ответственных за элиминацию и метаболизм, составляет среднюю насыщающую дозу (СНД). Это доза сердечного гликозида, при которой отмечается полный терапевтический эффект у большинства больных без появления токсических симптомов. Максимально переносимая больным доза сердечного гликозида (без явлений интоксикации) — индивидуальная максимально переносимая доза может превышать среднюю насыщающую дозу, совпадать с нею и быть меньше СНД. ИНД колеблется от 50 до 200 % от средней полной дозы. Значительное снижение индивидуальной максимально переносимой дозы встречается у больных с тяжелым поражением миокарда и далеко зашедшей декомпенсацией, при инфаркте миокарда, «легочном» сердце. У этих больных признаки интоксикации развиваются раньше, чем клинические проявления положительного инотропного действия сердечных гликозидов. Коэффициент элиминации дигоксина — 20 %; СНД — 3 мг; СПД (средняя поддерживающая доза) — 0.6 мг. При умеренно быстрой дигитализации назначают внутрь, по 0.25 мг 4 раза в сутки или по 0.5 мг 2 раза в сутки. При внутривенном введении требуется суточная доза дигоксина 0.75 мг в 3 введения. Дигитализация достигается в среднем через 2-3 сут. Затем переводят пациента на поддерживающую дозу, которая обычно составляет 0.25-0.5 мг/сут при назначении внутрь и 0.125-0.25 мг — при внутривенном введении. При медленной дигитализации лечение сразу начинают с поддерживающей дозы (по 0.25-0.5 мг/сут в 1 или 2 приема). Дигитализация в этом случае наступает через неделю у большинства больных. Больным с повышенной чувствительностью к сердечным гликозидам назначают меньшие дозы и проводят дигитализацию в медленном темпе. При переходе с одной лекарственной формы на другую могут потребоваться коррекция режима дозирования (различные лекарственные формы имеют различия в биодоступности). Доза 100 мкг в виде раствора для инъекций биоэквивалентна дозе 125 мкг в виде таблеток или эликсира. При пароксизмальных наджелудочковых аритмиях вводят внутривенно струйно, 1-4 мл 0,025 % раствора (0.25-1 мг) в 10-20 мл 20 % раствора декстрозы. Для внутривенного капельного введения ту же дозу разводят в 100—200 мл 5 % раствора декстрозы или 0.9 % раствора NaCl. Насыщающая доза для детей составляет 0.05-0.08 мг/кг; эту дозу вводят в течение 3-5 дней при умеренно быстрой дигитализации или в течение 6-7 дней при медленной дигитализации. Поддерживающая доза для детей составляет 0.01-0.025 мг/кг/сут. При нарушении выделительной функции почек необходимо уменьшить дозу дигоксина: при КК 50-80 мл/мин СПД составляет 50 % от СПД для лиц с нормальной функцией почек; при КК менее 10 мл/мин — 25 % от обычной дозы. ХСН: используются малые дозы — до 0.25 мг/сут, для пациентов с массой тела более 85 кг — до 0.375 мг/сут. У пожилых пацинтов суточную дозу снижают до 0.0625-0.125 мг.

## Побочные эффекты
Сердечные
- Брадикардия
- Нарушения атриовентрикулярной проводимости
- Желудочковая экстрасистолия
- Фибрилляция желудочков

Внесердечные
- Тошнота, рвота
- Аллергические реакции;
- Тромбоцитопения,
- Носовые кровотечения, петехии,
- Гинекомастия;
- Нарушения сна, нарушение цветовосприятия
- головная боль,
- Головокружение.

### Передозировка

#### Симптомы
Снижение аппетита, тошнота, рвота, диарея, боль в животе, некроз кишечника; желудочковая пароксизмальная тахикардия, желудочковая экстрасистолия (часто политопная или бигеминия), узловая тахикардия, SA блокада, мерцание и трепетание предсердий, AV блокада, сонливость, спутанность сознания, делириозный психоз, снижение остроты зрения, окрашивание видимых предметов в желто-зеленый цвет, мелькание «мушек» перед глазами, восприятие предметов в уменьшенном или увеличенном виде.

#### Лечение
Отмена сердечных гликозидов, введение антидотов (унитиол, ЭДТА, антитела к дигоксину), симптоматическая терапия. В качестве антиаритмических лекарственных средств используют препараты Ib класса (лидокаин, фенитоин). При гипокалиемии — внутривенное введение KCl (6-8 г/сут из расчета 1-1.5 г на 0.5 л 5 % раствора декстрозы и 6-8 ЕД инсулина; вводят капельно, в течение 3 ч). При выраженной брадикардии, AV блокаде — м-холиноблокаторы. Бета-адреностимуляторы вводить опасно ввиду возможного усиления аритмогенного действия сердечных гликозидов. При полной поперечной блокаде с приступами Морганьи-Адамса-Стокса показана временная электрокардиостимуляция.

## Особые указания
При ГОКМП (обструкция выходного тракта левого желудочка асимметрически гипертрофированной межжелудочковой перегородкой) назначение дигоксина приводит к нарастанию выраженности обструкции. При выраженном митральном стенозе и нормо- или брадикардии хроническая сердечная недостаточность развивается вследствие снижения диастолического наполнения левого желудочка. Дигоксин, увеличивая сократимость миокарда правого желудочка, вызывает дальнейшее повышение давления в системе легочной артерии, что может спровоцировать отёк лёгких или усугубить левожелудочковую недостаточность. Больным с митральным стенозом сердечные гликозиды назначают при присоединении правожелудочковой недостаточности либо при наличии мерцательной тахиаритмии. У больных с AV блокадой II ст. назначение сердечных гликозидов может её усугубить и привести к развитию приступа Морганьи-Адамса-Стокса. Назначение сердечных гликозидов при AV блокаде I ст. требует осторожности, частого контроля электрокардиограммы, а в ряде случаев — фармакологической профилактики лекарственными средствами, улучшающими AV проводимость. Дигоксин при синдроме WPW, снижая AV проводимость, способствует проведению импульсов через добавочные пути проведения в обход AV узла и тем самым провоцирует развитие пароксизмальной тахикардии. В качестве одного из методов контроля за уровнем дигитализации используют мониторинг плазменной концентрации сердечных гликозидов.

## Взаимодействие
Снижение биодоступности: активированный уголь, антациды, вяжущие лекарственные средства, каолин, сульфасалазин, колестирамин (связывание в просвете желудочно-кишечного тракта); метоклопрамид, прозерин (усиление моторики желудочно-кишечного тракта). Увеличение биодоступности: антибиотики широкого спектра действия, подавляющие кишечную микрофлору (уменьшение разрушения в желудочно-кишечном тракте). Бета-адреноблокаторы и верапамил усиливают выраженность отрицательного хронотропного действия, снижают силу инотропного эффекта. Хинидин, метилдопа, спиронолактон, амиодарон, верапамил повышают концентрацию в крови вследствие конкурентного снижения секреции проксимальными канальцами почек. ГКС (развитие гипокалиемии) и тиазидные диуретики (развитие гипокалиемии и гиперкальциемии), соли Ca2+ (особенно при внутривенном введении) снижают переносимость сердечных гликозидов. Бутадион, ибупрофен, резерпин, рифампицин, метоклопрамид, калийсберегающие диуретики препятствуют развитию гипокалиемии и редуцируют риск относительной передозировки. Индукторы микросомального окисления (барбитураты, фенилбутазон, фенитоин, рифампицин, противоэпилептические, пероральные контрацептивы) могут стимулировать метаболизм дигитоксина (при их отмене возможна дигиталисная интоксикация). Совместное назначение с симпатомиметиками повышает риск развития аритмий. Антихолинэстеразные лекарственные средства увеличивают вероятность развития брадикардии.